# Семм Рендерс
Семм Ре́ндерс (нід. Semm Renders; нар. 17 грудня 2007) — бельгійський футболіст, захисник клубу «Антверпен».

## Клубна кар'єра
Виступав за юнацькі команди «Олен Юнайтед» і «Вестерло», а 2020 року приєднався до академії «Антверпена». 11 вересня 2024 року дебютував за фарм-клуб «Янг Редс» в матчі Національного дивізіону 1 проти клубу «Белізія» (Білзен).
29 серпня 2024 року підписав з клубом свій перший професіональний контракт. 6 жовтня 2024 року дебютував в основному складі «Антверпена» в матчі Про-ліги проти «Серкля», вийшовши на заміну Єлле Батаю.

## Кар'єра в збірній
Виступав за збірну Бельгії до 18 років. В березні 2025 року дебютував за збірну до 21 року в товариському матчі проти збірної Швеції.

## Статистика виступів
Станом на 3 серпня 2025
| Клуб              | Сезон             | Чемпіонат               | Чемпіонат | Чемпіонат | Кубок | Кубок | Єврокубки | Єврокубки | Інші  | Інші | Всього | Всього |
| Клуб              | Сезон             | Дивізіон                | Матчі     | Голи      | Матчі | Голи  | Матчі     | Голи      | Матчі | Голи | Матчі  | Голи   |
| ----------------- | ----------------- | ----------------------- | --------- | --------- | ----- | ----- | --------- | --------- | ----- | ---- | ------ | ------ |
| Янг Редс          | 2024–25           | Національний дивізіон 1 | 10        | 0         | —     | —     | —         | —         | —     | —    | 10     | 0      |
| Антверпен         | 2024–25           | Про-ліга                | 18        | 0         | 2     | 0     | —         | —         | —     | —    | 20     | 0      |
| Антверпен         | 2025–26           | Про-ліга                | 1         | 0         | 0     | 0     | 0         | 0         | 0     | 0    | 1      | 0      |
| Антверпен         | Всього            | Всього                  | 19        | 0         | 2     | 0     | 0         | 0         | 0     | 0    | 21     | 0      |
| Всього за кар'єру | Всього за кар'єру | Всього за кар'єру       | 29        | 0         | 2     | 0     | 0         | 0         | 0     | 0    | 31     | 0      |